# 項少龍
項少龍，是黃易玄幻武俠小說《尋秦記》的男主角，是21世紀年輕特種部隊的精英。
身為21世紀特種軍人的他，在一次時光機器的實驗被傳送回戰國時代，以假趙盤代真嬴政，憑其來自兩千多年後的智慧優勢，頻頻化險為夷，並且幫助小盤成為日後統一六國的秦始皇。
由於《尋秦記》的廣泛流傳，項少龍是黃易作品中最廣為人知的人物。

## 簡介
身為廿一世紀特種部隊軍人的項少龍，年輕力壯、風流多情，在一次時光機器的實驗當中被送回公元前251年的趙國邯鄲附近。
投靠以養馬致富的大家族烏氏，而後更成為烏家快婿。一心想見未來秦始皇的他，在得知真正的嬴政已經死去後，以趙國公子趙盤代之，並協助烏氏及小盤逃離趙國。
投靠秦國後，開始幫助小盤拓展形勢、肅清異己，與呂不韋、嫪毐集團明爭暗鬥。雖然項少龍一心幫助小盤，但也使日漸成長的小盤對其猜忌。小盤成年加冕大典後，攜烏氏家族及妻妾逃離秦國，從此不問世事。

## 朋友
項少龍有四位肝膽相照的結義兄弟，排行老大是烏家戰士之首烏卓，年紀約三十五歲；老二滕翼，武功高強，和項少龍多次出生入死；項少龍排行第三；老四王翦，秦國年輕高手，同時也是戰國四大名將之一；老五荊俊，乃荊家村村人，身手敏捷，精於打探情報。
項少龍還有多位六國朋友，較有交情的包括智謀與見識不凡的魏國龍陽君，對少龍「一往情深」；楚國李園，最初兩人因爭奪嫣然而為敵對關係，但後來少龍助其坐穩相國之位；韓國韓闖，生性好色，與少龍亦有交情。但項少龍對他們真摯的付出也曾因對方認為應以國家利益為重而遭背叛。
墨家元宗，是項少龍的恩人兼師友，傳授項少龍墨子劍法；韓公子韓非，曾助項少龍逃離魏國大梁；陰陽家代表鄒衍，亦師亦友，多次相助項少龍。
其他項少龍的好友包括趙國名將李牧，曾贈與少龍寶劍血浪，但後期秦趙交戰時對敵；原本呂不韋門人肖月譚及圖先，前者在得知呂不韋對自己有謀害之心後，逃離秦國，後者則為項少龍打探有關呂不韋的情報；秦國儲君派中流砥柱李斯、昌平君兄弟等人。

## 家庭
項少龍為人風流且重視感情，故妻妾成群，唯後期較為克制。另外，項少龍疑似在時空機器的穿越過程中影響到生育能力，故領滕翼第二子為繼子，替其命名為項羽，視如己出，疼愛有加。
項少龍的妻妾：
- 美蠶娘 - 项少龙遇到的第一个古代人。被恶霸侮辱时项少龙从天而降将恶霸压死，知道自己不适合城市奸险的生活，毅然割舍情丝，嫁了个爱护自己的猎人。
- 烏廷芳－烏家之主烏應元之女，天真可愛。
- 趙致－與乃姐善柔相依為命，與趙穆和田單有深仇大恨。
- 趙倩－趙國三公主，溫婉柔順。惜在陪少龍出使六國途中遭人殺害，後始知是呂不韋佈下的陰謀。
- 琴清－巴蜀「寡婦清」，新婚之夜丈夫被徵召參戰，戰死沙場而成寡婦。超然守禮，小盤的太傅，後與少龍相戀。
- 紀嫣然－越國遺民，人稱「紀才女」，劍術與槍術皆高明。她是項少龍最為寵愛及倚賴的妻子。
- 婷芳氏－是烏家陶方贈與少龍的姬妾，她悽慘的遭遇讓少龍對她相當憐愛，惜最終病死於秦國，最後見不到少龍一面。
- 舒兒－是項少龍初到邯鄲烏氏贈與的姬妾，但受趙穆一派的奸人奸殺而死。
- 田貞、田鳳 - 雙胞胎姐妹，是巨鹿侯趙穆贈與的姬妾。

此外，項少龍還有多名愛人（包括楚國太后李嫣嫣的露水情緣），有些是妻妾的隨身婢女以及深閨怨婦，但未必都有肉體上的關係。

## 武功
- 墨子劍法：墨家高手元宗相授，是項少龍初學的武功。
- 墨氏劍法補遺：藏於元宗遺物鉅子令內，是墨子晚年所悟之招式，能讓墨子劍法威力大增。
- 百戰刀法：項少龍自創武功，若配合百戰刀更是擋者披靡。當代劍聖曹秋道曾訝異此刀法的存在而主動提出對決要求，因此被譽為「刀君」。

## 影視作品
曾經飾演項少龍的演員：
- 古天樂[3]
  - 2001年香港無綫電視電視連續劇《尋秦記》
  - 2021年香港電影《尋秦記》
  - 劇中項少龍為香港警務處要員保護组（G4）成員，因考古學家發現一秦俑與其樣貌酷似而被選中參與時光機實驗。
- 陳翔
  - 2018年於優酷視頻首播的網路劇《尋秦記》
  - 劇中項少龍為2050年的一個宇航員，為救太空船的一眾船員獨自對抗黑洞而穿越。